# Shellharbour
Shellharbour (a veces, Shellharbour Village) es un barrio de la ciudad de Illawarra, en Nueva Gales del Sur. También da nombre a la zona del gobierno local, Ciudad de Shellharbour, y a su centro de negocios, Shellharbour City Centre.
El barrio tiene por centro un pequeño puerto recreativo llamado Shell Harbour. Tiene dos playas principales: la playa de Shellharbour Beach, que se extiende hasta Barrack Point y Shellharbour South Beach, que corre hacia Bass Point. 
Shellharbour organiza mercados junto al puerto el cuarto domingo de cada mes, en Little Park. 

## Historia
La zona estuvo habitada por indígenas australianos durante miles de años. La inmigración europea comenzó alrededor de 1817.Originalmente fue conocido como Yerrowah y, más tarde, como Peterborough.
La costa de Shellharbour está llena de restos arqueológicos como Bass Point, que alberga restos arqueológicos aborígenes. Se tiene constancia de naufragios desde 1851 y están protegidos por la Ley Estatal de Patrimonio de Nueva Gales del Sur de 1977 y la Ley de Naufragios Históricos de la Commonwealth de 1976.

## Demografía
Según el censo de 2016 de la población, había 3.561 personas en Shellharbour.
- Los aborígenes e isleños del Estrecho de Torres constituían el 2,8% de la población.
- Un 75,9% de las personas nacieron en Australia. El siguiente país de nacimiento más común fue Inglaterra, con un 4,9%.
- El 85,2% de las personas solo hablaba inglés en casa.
- Las respuestas más comunes para la religión fueron Católica 29.7%, Sin religión 23.6% y anglicana 19.6%.